# Català occidental
El català occidental o bloc occidental del català és el conjunt de dialectes del català parlats a l'oest del Principat (a gran part de la província de Lleida, al Priorat i a les terres de l'Ebre), a la Franja, a Andorra i al País Valencià.
La principal característica que defineix aquest bloc, la qual el contraposa al bloc oriental, és que no va desenvolupar la neutralització de /a/, /ɛ/ i /e/ àtones cap a [ə] i va mantenir la /e/ tancada del protocatalà sense centralitzar cap a /ə/. A més, a diferència de l'oriental, l'occidental tampoc no neutralitza les /ɔ/, /o/ i /u/ en [u] en posició àtona, un tret que comparteix amb el mallorquí (el qual, així i tot, fa part del bloc oriental).
Milà i Fontanals fou el primer que observà l'existència dels dos blocs dialectals el 1861, a la seva obra Los trovadores en España.

## Característiques generals
La principal característica és la mencionada absència de vocal neutra tant en posició tònica com en posició àtona. Es tracta, doncs, d'un tret antic retengut, enfront de la innovació que comportà el canvi en oriental. Hom pensa que, en oriental, la neutra aparegué primer en posició àtona cap al segle xi, i en posició tònica es consolidà cap al segle xiv. Durant la repoblació del Regne de València, fos pel motiu que fos, s'hi va exportar el vocalisme occidental, i per aquest motiu el valencià també fa part del bloc. Així doncs, el català occidental pronuncia com l'oriental mots com g[e]nt i c[ɛ]l, però manté la pronúncia antiga en mots com tr[e]s, cad[e]na i v[e]ndre (tots procedents de Ĭ i Ē llatines), mentre que l'oriental fa tr[ə]s/tr[ɛ]s, cad[ə]na/cad[ɛ]na i v[ə]ndre/v[ɛ]ndre.
A aquest tret, que és el que defineix el bloc dialectal, hom n'hi pot sumar d'altres, per bé no són propis de tot el bloc o bé són compartits per una part del bloc oriental.
- Pronúncia del so [ʃ] precedit d'un apèndix semivocàlic en mots com peix o caixa. De tota manera, això no s'esdevé en valencià alacantí o en determinats parlars de la Marina, i sí que s'esdevé en qualque parlar oriental com el tarragoní[5].
- Pronúncia de /ʃ/ inicial com a [tʃ] en mots com xutar, xinès, xapa, mentre que l'oriental realitza [ʃ]. No obstant això, l'alguerès i el tarragoní també fan com l'occidental, i el valencià té [ʃ] en determinats mots com xeringa i topònims com Xixona, Xàbia o Xaló.
- Manteniment de les n etimològiques en els plurals de certs mots, com en hòmens i jóvens. Aquest tret, que no és una innovació ans una conservació, també és compartit per algun parlar oriental com l'eivissenc[6].
- Manteniment del so [w] als possessius (meua, teua, seua), si bé també es conserva en força dialectes orientals com bona part del balear.
- Els verbs incoatius en presenten vocalisme /i/: construïx, construïxen, construïsca, si bé força parlars del nord-occidental presenten vocalisme /e/.
- La vocal àtona /e/ pot reduir-se a [a] davant de consonants nasals i sibilants: enveja [aɱˈvedʒa]/[amˈbeʒɛ], espill [asˈpiʎ], eixugar [ajʃuˈɣa(ɾ)].
- Absència de iodització, com el rossellonès i el central (que presentava iodització però gairebé l'ha perduda del tot).
- Vocabulari específic:
  - Xic/xiquet per 'nen' (si bé a Pollença també es diu)
  - Espill per 'mirall'
  - Palometa/paloma per 'papallona'
  - Corder per 'xai'
  - Melic per 'llombrígol' (si bé en central melic s'ha estès força)

## Dialectes
Formen part del bloc occidental els dialectes següents:
- Nord-occidental
  - Pallarès
  - Ribagorçà
    - Benasquès, parlar de transició amb l'aragonès

  - Lleidatà
- Valencià de transició o Tortosí
- Valencià
  - Castellonenc
  - Central (o apitxat)
  - Meridional
  - Alacantí